# Wianecznik

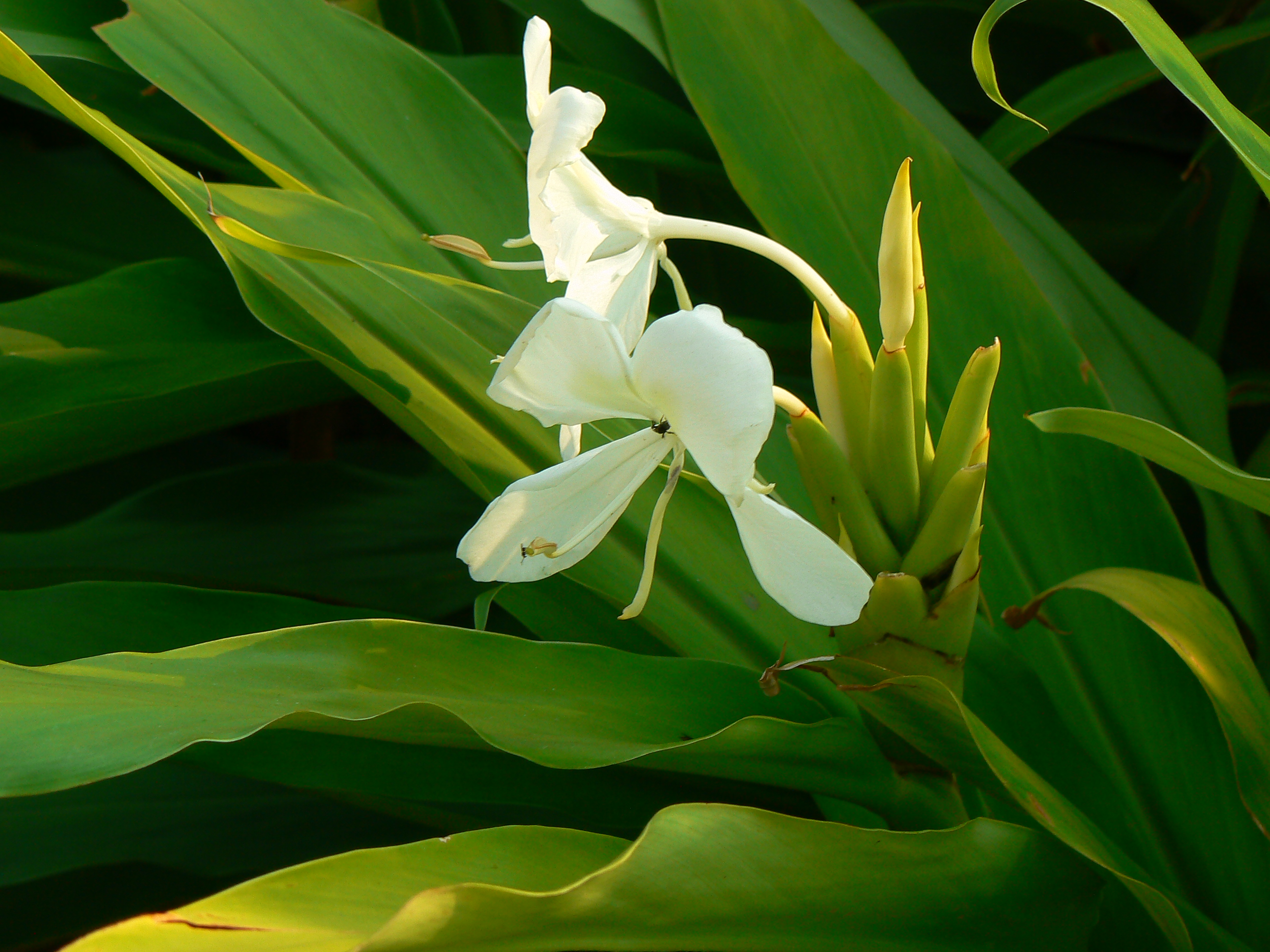
Hedychium coronarium

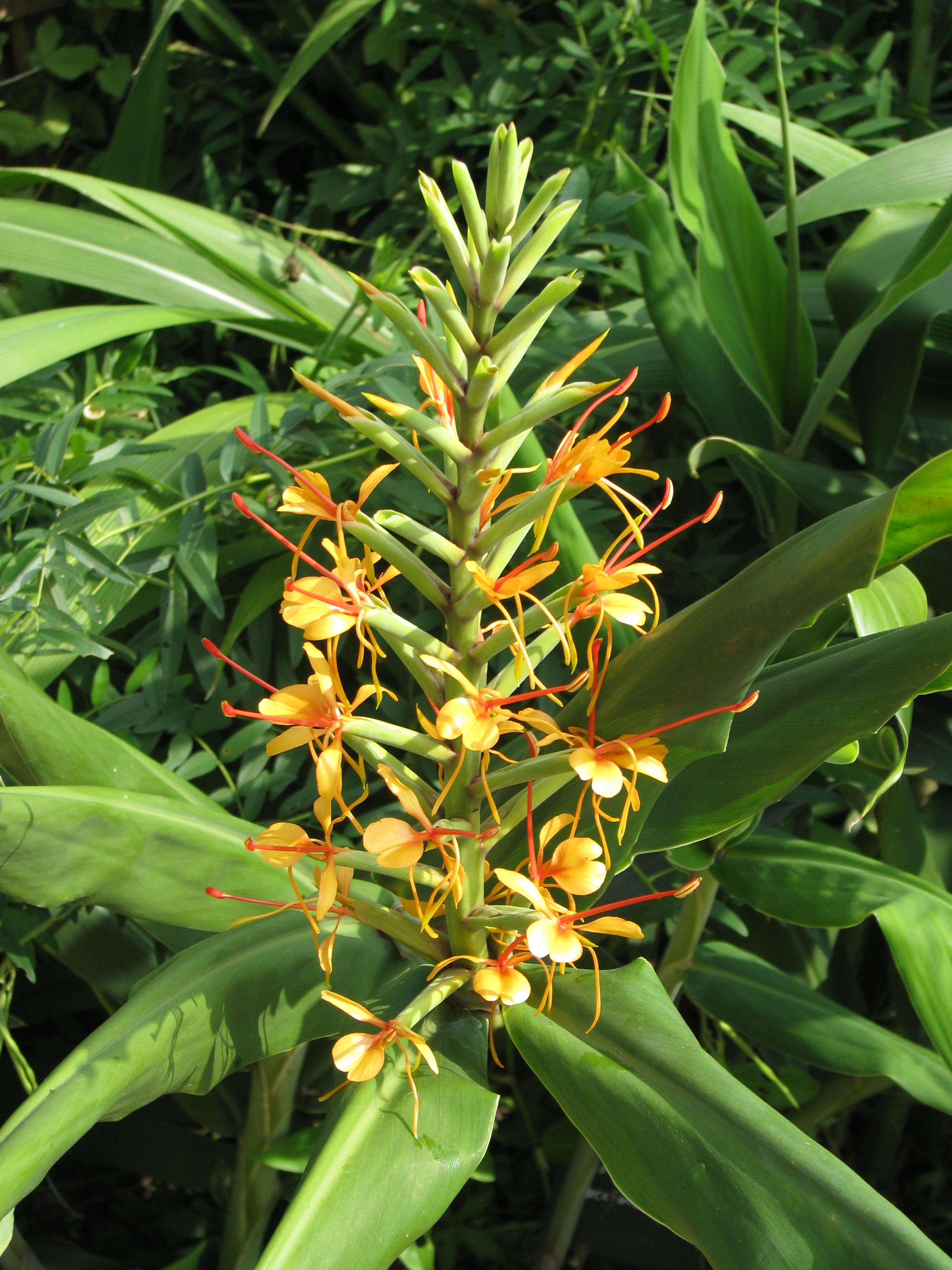
Hedychium coccineum

Wianecznik, hedychium (Hedychium J. Koenig) – rodzaj bylin z rodziny imbirowatych (Zingiberaceae). Obejmuje ok. 50 lub 99 gatunków. Są to byliny rozprzestrzenione w strefie międzyzwrotnikowej, rosnące w górach i lasach. Wykorzystywane są jako rośliny lecznicze, kosmetyczne i ozdobne.
Nazwa rodzajowa utworzona została z greckich słów edys (znaczącego „słodki”) i chion (znaczącego „śnieg”) od wonnych, białych kwiatów gatunku typowego – wianecznika koronowego.

## Rozmieszczenie geograficzne
Występują one naturalnie na Madagaskarze oraz w południowej i południowo-wschodniej Azji. Centrum zróżnicowania stanowią południowe Himalaje i Malezja. Jako rośliny introdukowane i miejscami inwazyjne (zwłaszcza wianecznik koronowy i Gardnera) rośliny te rosną także w Korei, Australii, na wyspach Oceanii, w Ameryce Środkowej (od Florydy na południe) i Południowej (po północną Argentynę na południu) oraz w południowej Afryce. Wianecznik Gardnera uznany został za jeden ze 100 najbardziej inwazyjnych gatunków na świecie.

## Morfologia

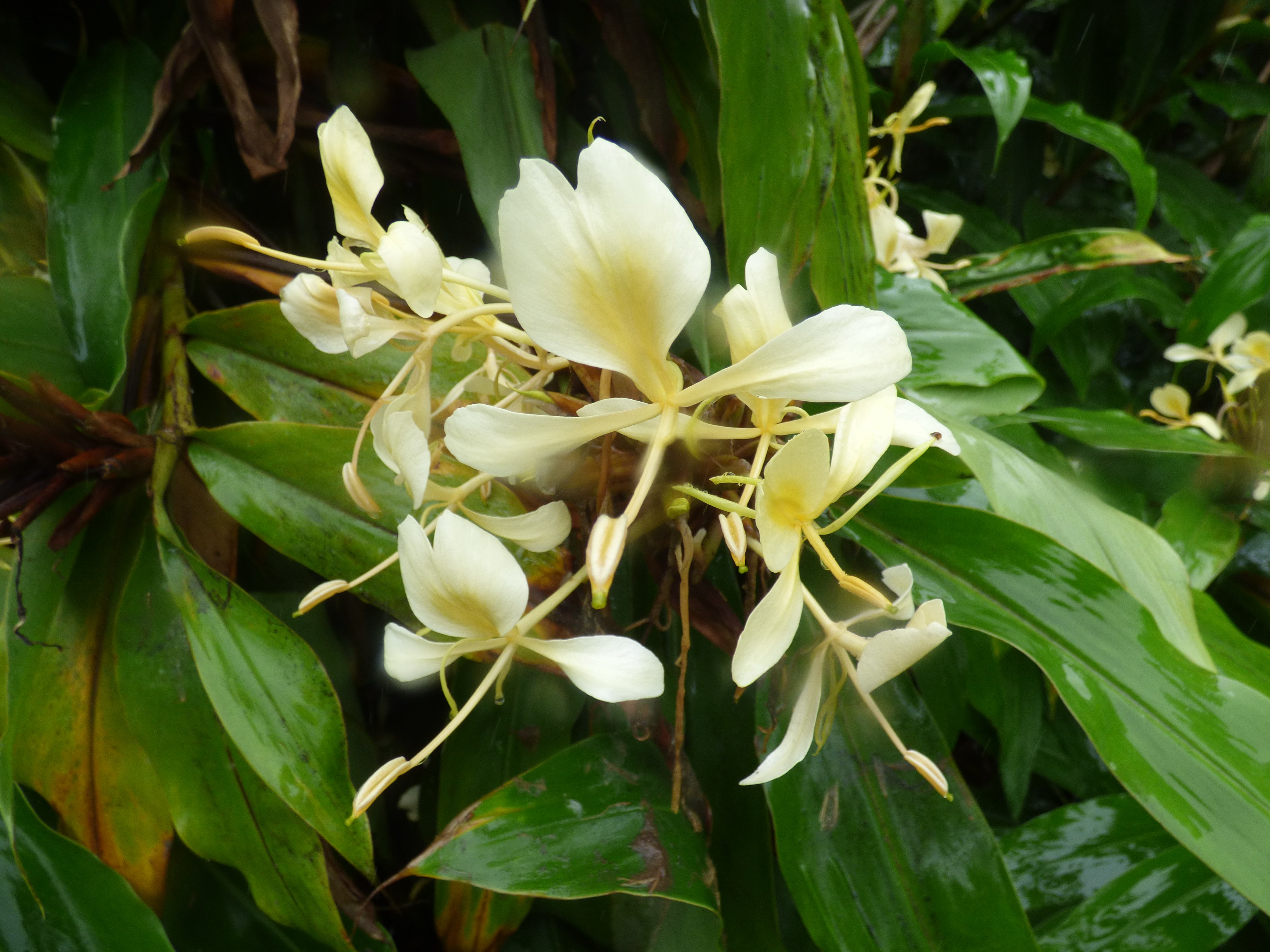
Hedychium flavescens

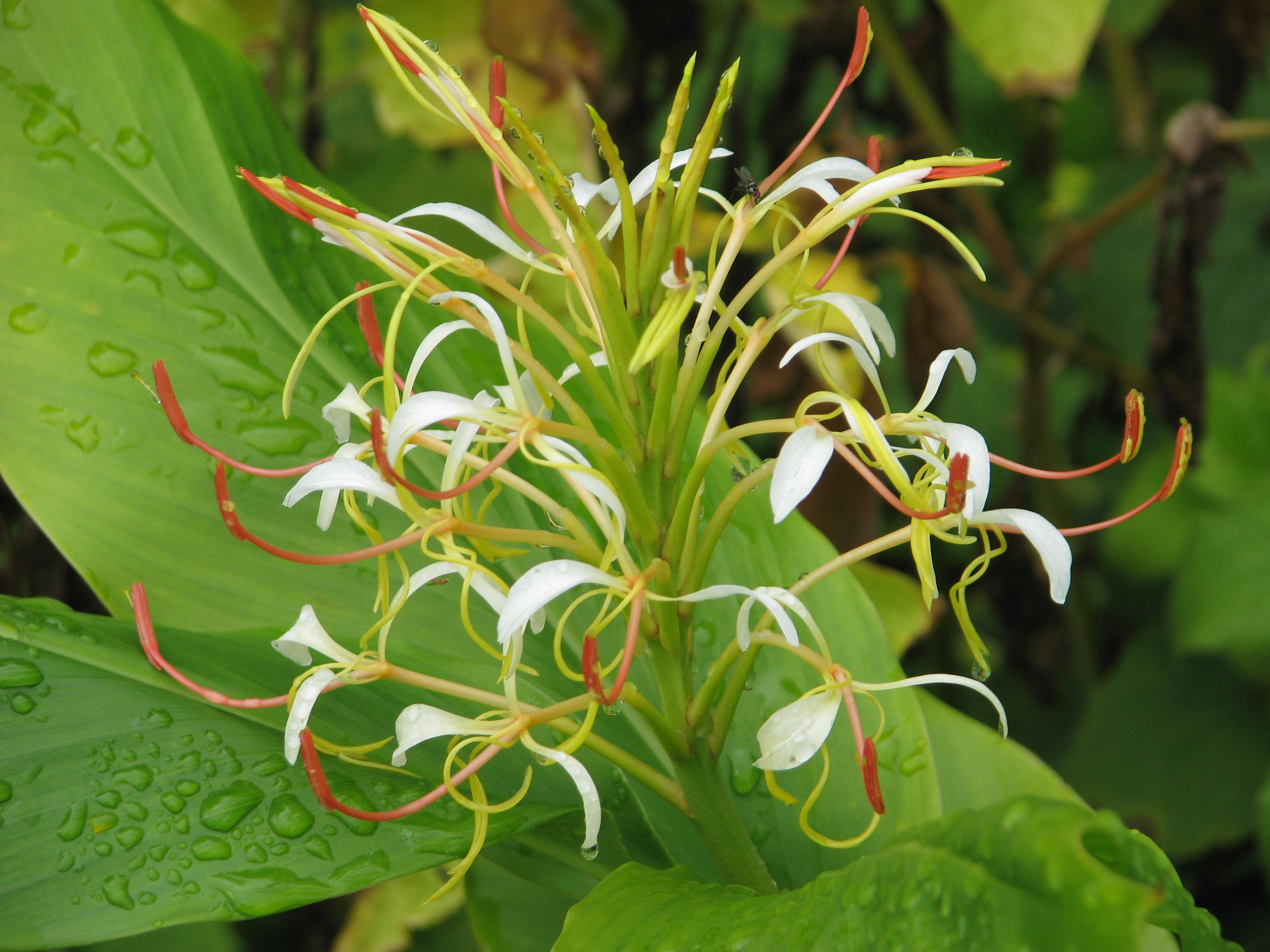
Hedychium yunnanense

PokrójRośliny zielne z bulwiastym, tęgim, długim i poziomo rosnącym kłączem. Z kłącza wyrastają nibyłodygi tworzone ze stulonych pochew liściowych osiągające od 1 do 3 m wysokości. Liście wyrastają w dwóch rzędach równolegle względem kłącza, o blaszce owalnej lub lancetowatej.
KwiatyZebrane w kwiatostan szczytowy, składający się z szerokich i gęsto ułożonych lub wąskich i luźnych podsadek, z kątów których wyrastają kilkukwiatowe wierzchotki jednoramienne, rzadziej kwiaty pojedyncze. Poszczególne kwiaty wsparte są rurkowatymi przysadkami. Kielich jest rurkowaty. Płatki korony są długie, wąskie i wygięte. Okwiat ma barwę białą, żółtą lub czerwoną. Boczne prątniczki są tej samej długości co płatki korony, ale są od niej szersze i rozpostarte. Jeden z płatków korony jest zrośnięty z nitką jednego płonnego prątniczka i jedynego płodnego pręcika w okazałą warżkę (labellum), czasem na końcu dwudzielną. Słupek jeden, z trójkomorową zalążnią.
OwoceKuliste lub elipsoidalne, mięsiste torebki, których trzy klapy pękają i odwijają się eksponując w efekcie jaskrawo pomarańczowe wnętrze i nasiona pokryte czerwoną osnówką.

## Biologia i ekologia
Są to okazałe byliny, często rosnące na obszarach górskich. Zwykle naziemne, rzadko też epifity w lasach górskich i bagiennych lasach nizinnych. Wiele gatunków rośnie w suchych lasach z dominacją dwuskrzydłowatych, ale niektóre też na siedliskach okresowo zalewanych. Gatunki uprawiane i introdukowane na kontynentach amerykańskich zapylane są tam przez zawisakowate, dla których jednak kwiaty te są śmiertelną pułapką – sztywna ssawka owada utyka bowiem w długiej i wygiętej rurce kwiatu, a dodatkowo po wypiciu nektaru więziona jest przez podciśnienie powstałe wewnątrz kwiatu. Miotający się owad przed śmiercią zapyla kwiat. 

## Znaczenie użytkowe
Przedstawiciele tego rodzaju wykorzystywani są lokalnie jako rośliny lecznicze, a wiele gatunków o okazałych i silnie pachnących kwiatach uprawia się jako rośliny ozdobne, popularne w tropikach, ale też w strefie umiarkowanej w szklarniach lub ogrodach na zewnątrz (jesienią kłącze jest wykopywane i do gruntu trafić może ponownie wiosną). Rośliny uprawiane wymagają stanowisk słonecznych i żyznej, wilgotnej gleby. Rozmnażane są przez podział kłącza wiosną. Mocno aromatyczne kłącza wianecznika gęstokwiatowego i kłosowego wykorzystywane są w przemyśle perfumeryjnym. Silnie rosnące nibyłodygi wianecznika koronowego stanowią potencjalnie wartościowy surowiec do produkcji papieru.

## Systematyka

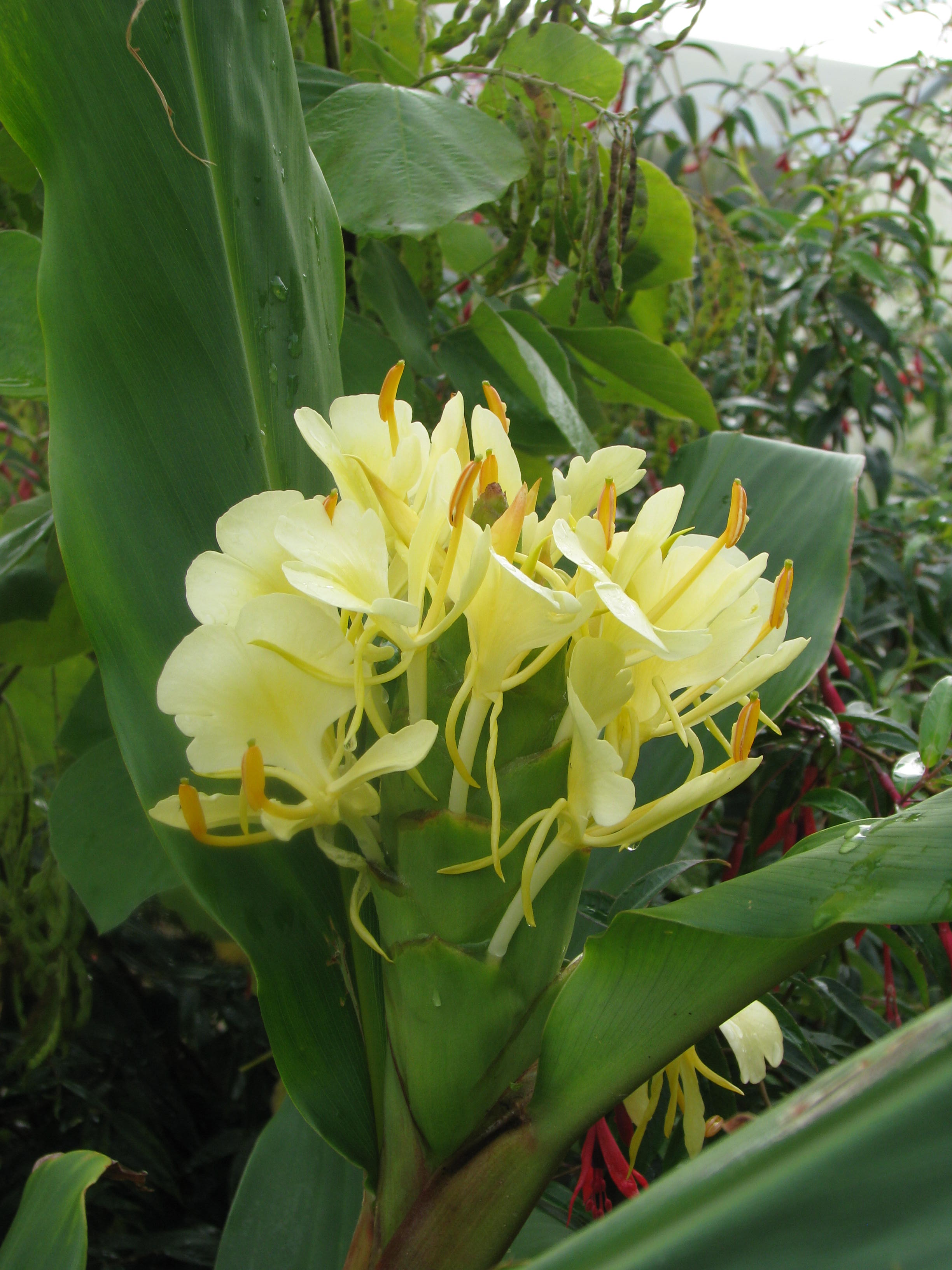
Hedychium urophyllum

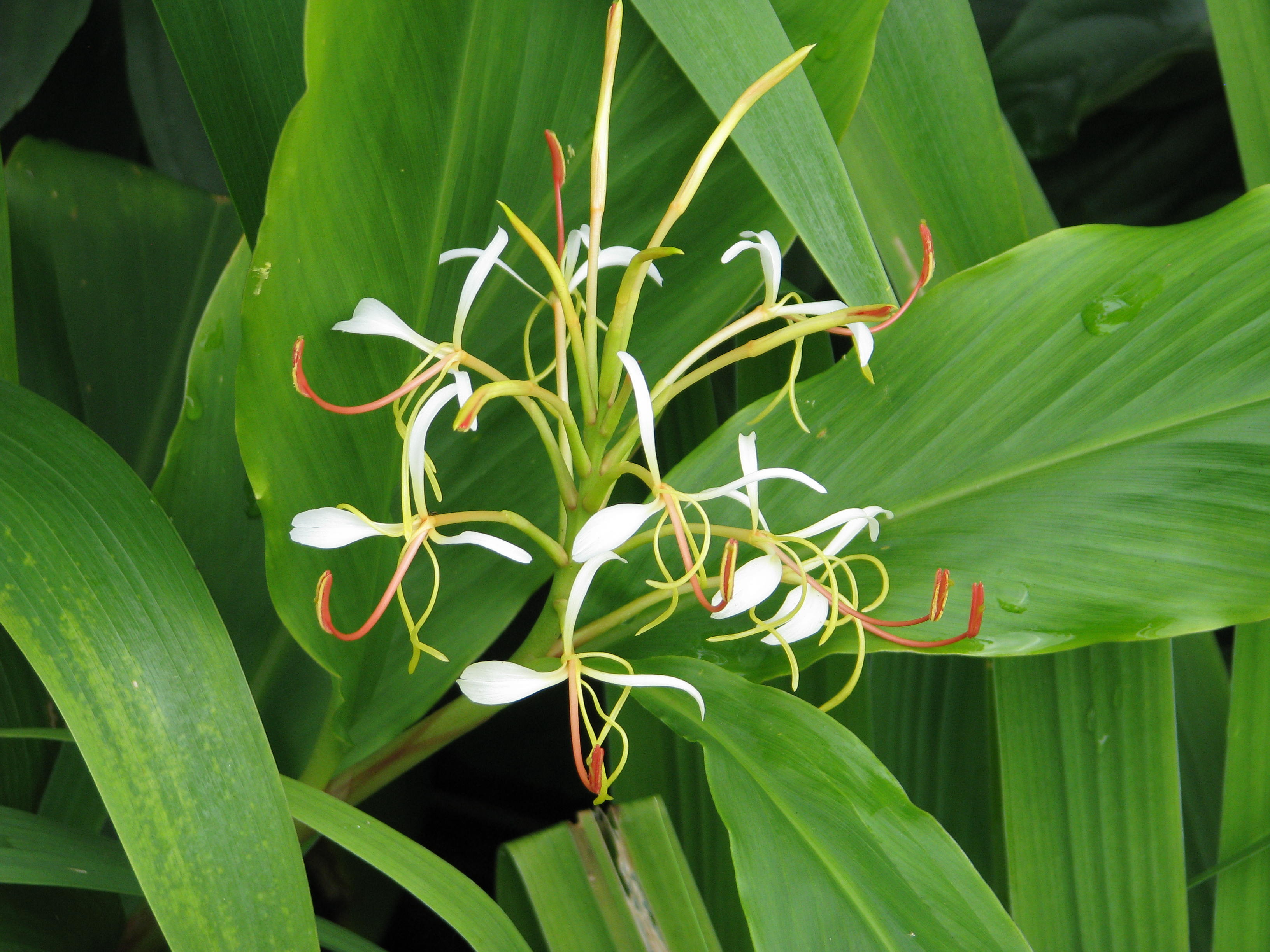
Hedychium spicatum

Rodzaj należy do plemienia Zingibereae z podrodziny Zingiberoideae z rodziny imbirowatych Zingiberaceae.
Wykaz gatunków
- Hedychium aureum C.B.Clarke & H.Mann ex Baker
- Hedychium biflorum Sirirugsa & K.Larsen
- Hedychium bijiangense T.L.Wu & S.J.Chen
- Hedychium bipartitum G.Z.Li
- Hedychium boloveniorum K.Larsen
- Hedychium bordelonianum W.J.Kress & K.J.Williams
- Hedychium borneense R.M.Sm.
- Hedychium bousigonianum Pierre ex Gagnep.
- Hedychium brevicaule D.Fang
- Hedychium calcaratum A.S.Rao & D.M.Verma
- Hedychium champasakense Picheans. & Wongsuwan
- Hedychium chayanianum Wongsuwan
- Hedychium chingmeianum Odyuo & D.K.Roy
- Hedychium coccineum Buch.-Ham. ex Sm.
- Hedychium collinum Ridl.
- Hedychium convexum S.Q.Tong
- Hedychium coronarium J.Koenig – wianecznik koronowy, hedychium koronowe[6]
- Hedychium cylindricum Ridl.
- Hedychium deceptum N.E.Br.
- Hedychium densiflorum Wall. – wianecznik gęstokwiatowy[5]
- Hedychium dichotomatum Picheans. & Wongsuwan
- Hedychium efilamentosum Hand.-Mazz.
- Hedychium elatum R.Br.
- Hedychium ellipticum Buch.-Ham. ex Sm.
- Hedychium elwesii Baker
- Hedychium erythrostemon K.Schum.
- Hedychium flavescens Carey ex Roscoe
- Hedychium flavum Roxb.
- Hedychium forrestii Diels
- Hedychium gardnerianum Sheppard ex Ker Gawl. – wianecznik Gardnera[5], hedychium Gardnera[6]
- Hedychium glabrum S.Q.Tong
- Hedychium glaucum Roscoe
- Hedychium gomezianum Wall.
- Hedychium gracile Roxb.
- Hedychium gracillimum A.S.Rao & D.M.Verma
- Hedychium gratum Wall. ex Voigt
- Hedychium greenii W.W.Sm.
- Hedychium griersonianum R.M.Sm.
- Hedychium griffithianum Wall.
- Hedychium hasseltii Blume
- Hedychium hirsutissimum Holttum
- Hedychium hookeri C.B.Clarke ex Baker
- Hedychium horsfieldii R.Br. ex Wall.
- Hedychium intermedium Blume
- Hedychium khaomaenense Picheans. & Mokkamul
- Hedychium kwangsiense T.L.Wu & S.J.Chen
- Hedychium larsenii M.Dan & C.Sathish Kumar
- Hedychium lineare R.M.Sm.
- Hedychium longicornutum Griff. ex Baker
- Hedychium longipedunculatum Sastry & D.M.Verma
- Hedychium longipetalum X.Hu & N.Liu
- Hedychium luteum Baker
- Hedychium macrorrhizum Ridl.
- Hedychium malayanum Ridl. ex Burkill & Holttum
- Hedychium marginatum C.B.Clarke
- Hedychium matthewii Sinj.Thomas, B.Mani & Britto
- Hedychium menghaiense X.Hu & N.Liu
- Hedychium menglianense Y.Y.Qian
- Hedychium muanwongyathiae Picheans. & Wongsuwan
- Hedychium muluense R.M.Sm.
- Hedychium nagamiense Sanoj, M.Sabu & V.P.Thomas
- Hedychium × natmataungense Nob.Tanaka
- Hedychium neocarneum T.L.Wu, K.Larsen & Turland
- Hedychium nutantiflorum H.Dong & G.J.Xu
- Hedychium paludosum M.R.Hend.
- Hedychium parvibracteatum T.L.Wu & S.J.Chen
- Hedychium pauciflorum S.Q.Tong
- Hedychium peregrinum N.E.Br.
- Hedychium philippinense K.Schum.
- Hedychium phuluangense Picheans. & Wongsuwan
- Hedychium poilanei K.Larsen
- Hedychium puerense Y.Y.Qian
- Hedychium putaoense Y.H.Tan & H.B.Ding
- Hedychium pynursulaeanum S.K.Jain & S.C.Srivast.
- Hedychium qingchengense Z.Y.Zhu
- Hedychium radiatum A.S.Rao & Hajra
- Hedychium raoi G.D.Pal & G.S.Giri
- Hedychium robustum A.S.Rao & Hajra
- Hedychium roxburghii Blume
- Hedychium samuiense Sirirugsa & K.Larsen
- Hedychium satyanarayanum S.C.Srivast.
- Hedychium siamense Picheans. & Wongsuwan
- Hedychium simaoense Y.Y.Qian
- Hedychium sirirugsae M.Dan & C.Sathish Kumar
- Hedychium speciosum Wall.
- Hedychium spicatum Sm. – wianecznik kłosowy[5]
- Hedychium stenopetalum G.Lodd.
- Hedychium tenellum (K.Schum.) R.M.Sm.
- Hedychium tengchongense Y.B.Luo
- Hedychium thaianum Mokkamul & Picheans.
- Hedychium thyrsiforme Sm.
- Hedychium tienlinense D.Fang
- Hedychium tomentosum Sirirugsa & K.Larsen
- Hedychium venustum Wight
- Hedychium villosum Wall.
- Hedychium viridibracteatum  X.Hu
- Hedychium wardii C.E.C.Fisch.
- Hedychium ximengense Y.Y.Qian
- Hedychium yungjiangense S.Q.Tong
- Hedychium yunnanense Gagnep.